# Quidi Vidi
Quidi Vidi is een buurt in de Canadese stad St. John's, de hoofdstad van de provincie Newfoundland en Labrador. Het is een klein, historisch vissersdorpje net ten oosten van Downtown St. John's dat vanwege zijn ligging nooit opgeslorpt werd door de uitdijende stad. Quidi Vidi is ondanks zijn kleine oppervlakte en klein inwoneraantal een cultureel belangrijke buurt voor St. John's.

## Toponymie
De plaatsnaam wordt, ook door de inwoners zelf, op verschillende manieren uitgesproken. De meest voorkomende uitspraak is kiddy viddy, al bestaat ook de Engelstalige uitspraak kwy-dah vy-dah.
De oorsprong van de naam is onduidelijk, al wordt vaak de Franse familienaam Quidville naar voren geschoven. Een volksverhaal spreekt ook over een bordeelhoudster genaamd Kitty Vitty.

## Geografie
Quidi Vidi ligt op minder dan 2 km van Downtown St. John's aan een kleine natuurlijke haven en reikt tot vlak bij het zuidoostelijke uiteinde van het stadsmeer Quidi Vidi Lake. Het betreft een vrij heuvelachtig en rotsachtig terrein, waardoor het afgescheiden is van het echte stadscentrum.

## Toerisme
De buurt is gekend bij toeristen vanwege de historische houten huisjes en kleurrijke fishing stages aan het water. De plaats geeft een goed beeld van de typische outportarchitectuur van Newfoundland. In de zogenaamde Quidi Vidi Village Plantation bevinden zich tien kunstateliers waar onder meer lokaal gemaakte juwelen, kleding, aardewerk en schilderijen verkocht worden. Er bevindt zich ook een bekende brouwerij (de Quidi Vidi Brewing Company) en cafés met liveoptredens.
Vanuit de kleine haven vertrekken daarnaast boottochten die de haven van St. John's aandoen en de toeristen mee laten walvis- en ijsbergspotten.

## Historische sites
In Quidi Vidi bevinden zich twee National Historic Sites of Canada. Het betreft enerzijds de uit 1842 stammende Christuskerk (of Quidi-Vidikerk), een voorbeeld van outportarchitectuur. Anderzijds betreft het Mallard Cottage, een houten huis dat typerend is voor de vernaculaire architectuur van Ierse immigranten uit de eerste helft van de 19e eeuw.
Daarnaast bevindt er zich ook een historische batterij aangezien de plaats belangrijk was voor de militaire verdediging van St. John's.

## Galerij

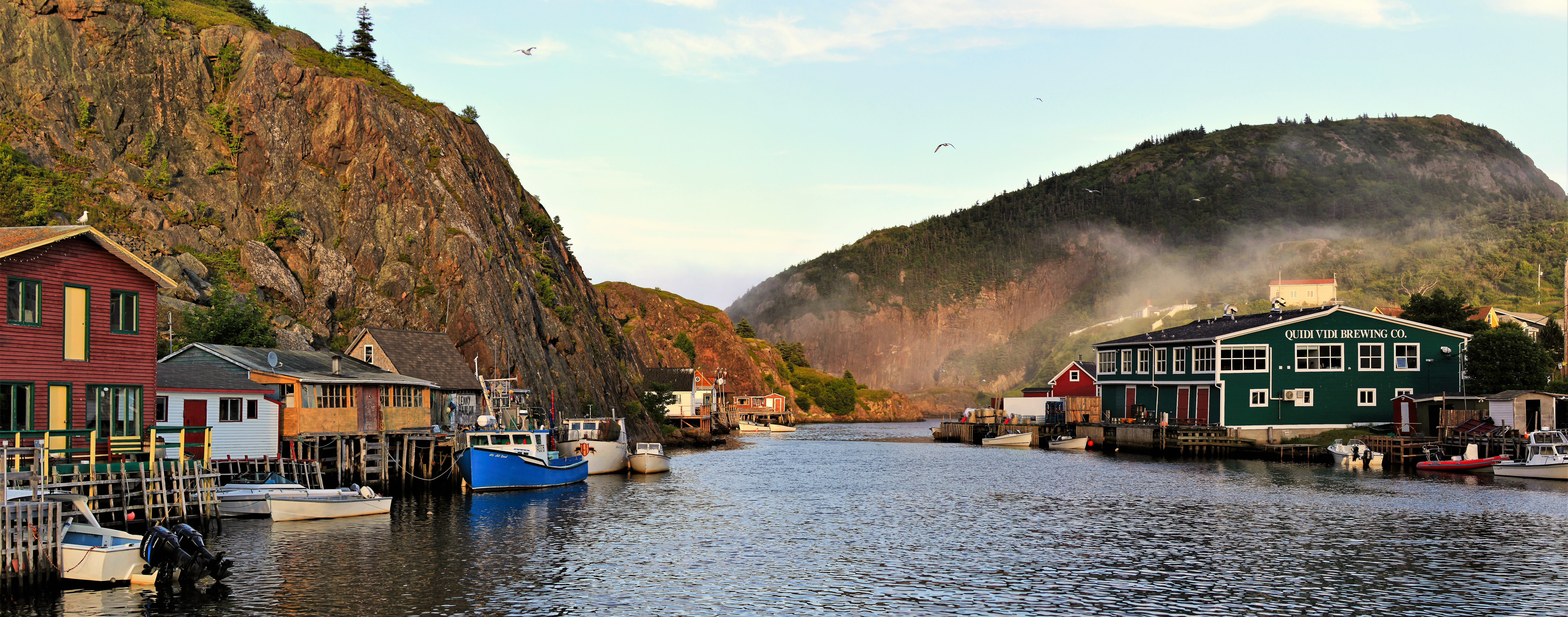
Het plaatsje gezien vanop het water
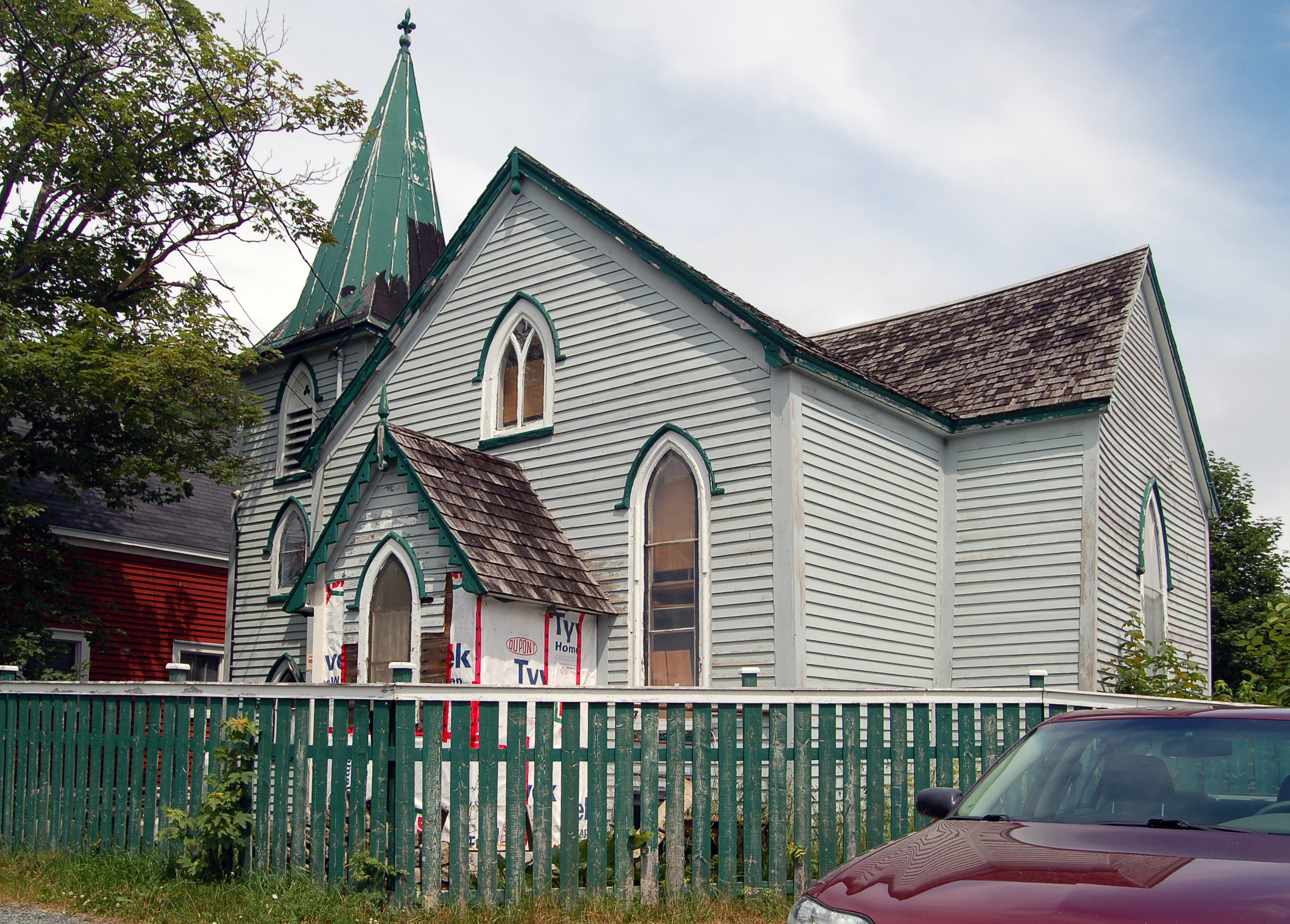
De 19e-eeuwse Christuskerk
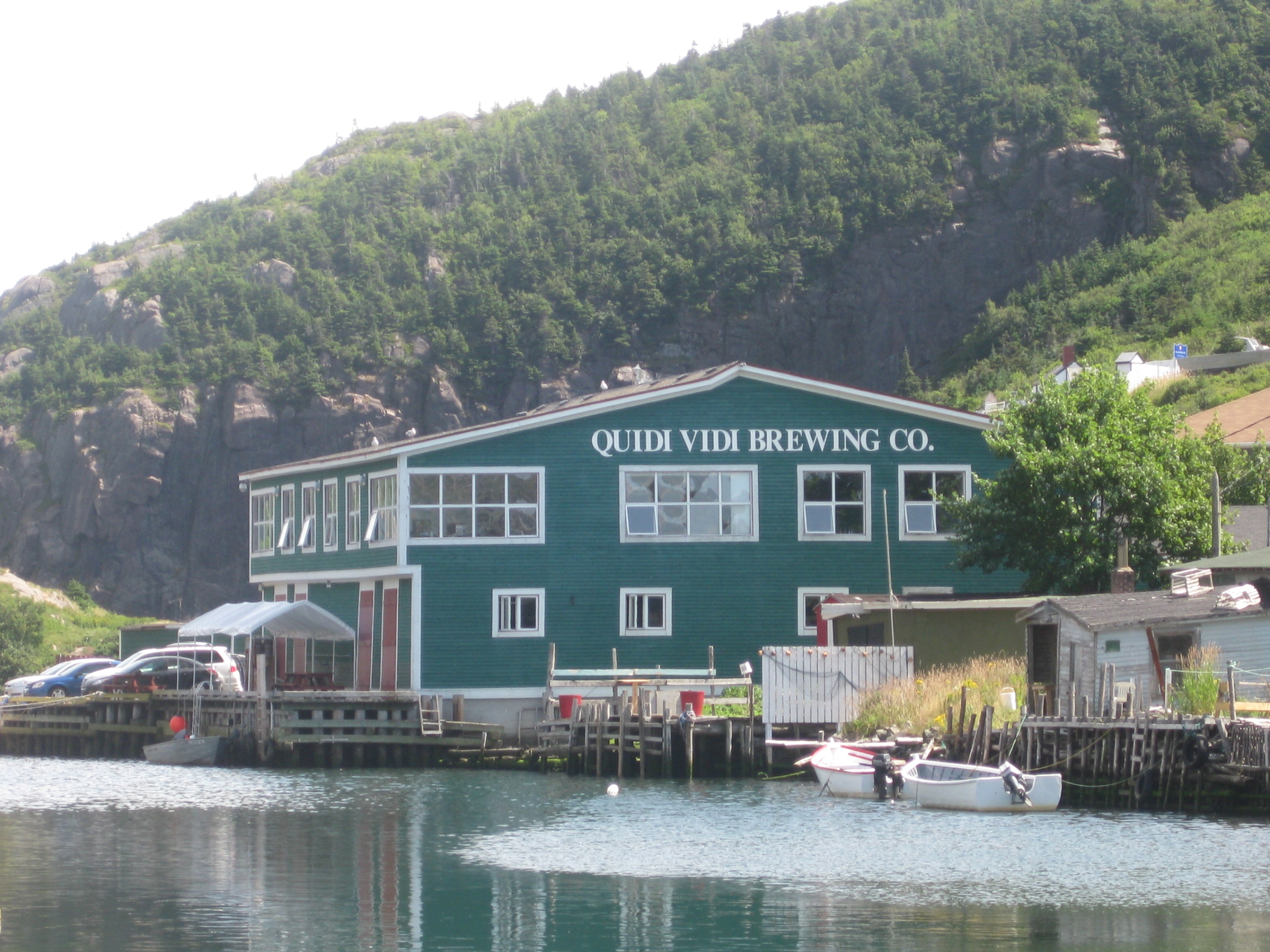
De Quidi Vidi Brewing Company
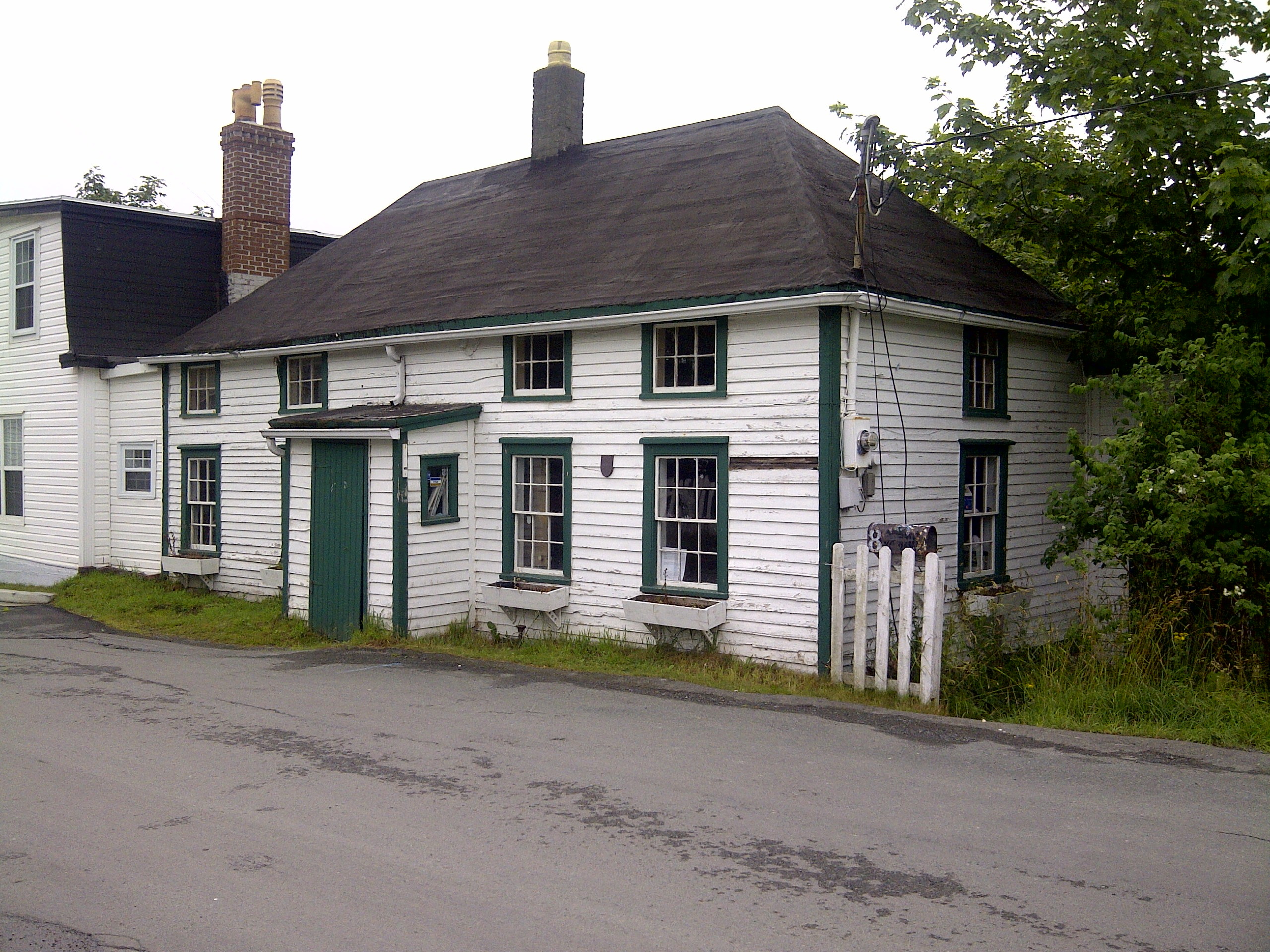
Mallard Cottage
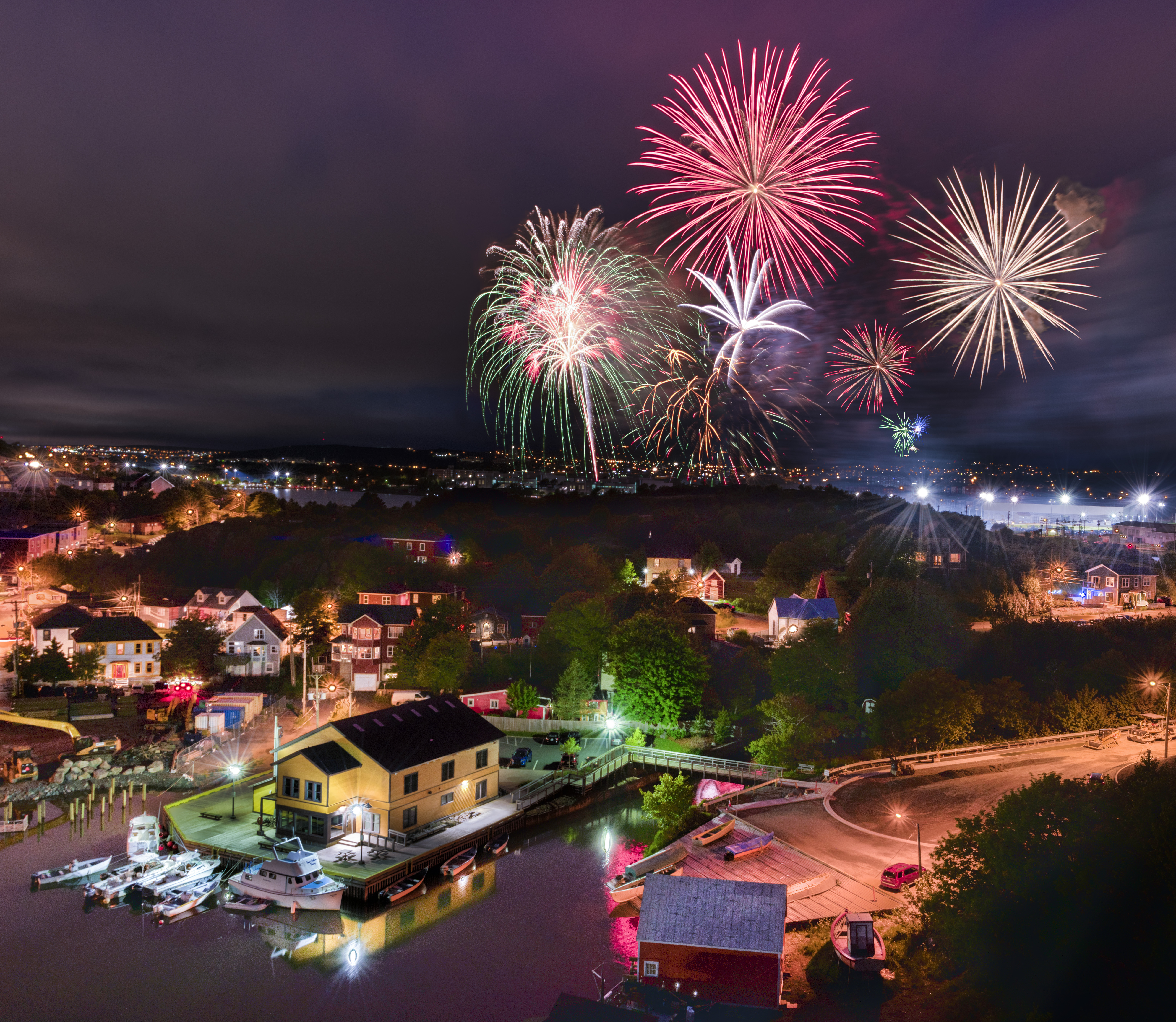
Zicht op Quidi Vidi met in de achtergrond het vuurwerk ter ere van Canada Day 2019 boven St. John's